# Jana Švandová
Jana Švandová (* 3. července 1947 Praha) je česká herečka.

## Život
Začínala v pražském Černém divadle Jiřího Srnce (1967), což ji přivedlo na myšlenku studia herectví na brněnské Janáčkově akademii múzických umění (absolutorium 1971). Během své profesní kariéry hostovala v řadě českých divadel i muzikálových scén, za nejvýraznější angažmá lze považovat její působení v Českých Budějovicích (1971–1974) a v pražském Činoherním klubu.
Od roku 1969 spolupracuje s filmem, televizí a dabingem, poměrně často vystupuje i ve filmech zahraničních produkcí, v roce 2002 si společně s Charlesem Aznavourem zahrála hlavní roli ve francouzském televizním filmu Angelina. Vystupovala i v první řadě taneční soutěže České televize StarDance … když hvězdy tančí.
V seriálu Ošklivka Katka z roku 2008 ztvárnila postavu Jany Medunové.
Jana Švandová byla třikrát vdaná. Z prvního manželství má syna Huberta, který je humanitárním pracovníkem.

## Dílo

### Film
- 1970 Už zase skáču přes kaluže
- 1980 Cukrová bouda – role: maminka Přibylová
- 1990 Vracenky
- 1993 Peklo v řetězech II
- 1995 Zahrada
- 1997 Nejasná zpráva o konci světa – role: rychtářka
- 2000 Kytice
- 2001 Mach, Šebestová a kouzelné sluchátko – role: maminka Ryklová

### Televize
- 1987 Křeček v noční košili – role: paní Křečková
- 2004 Pojišťovna štěstí
- 2024 Sex O'Clock